# Rejon kriwoszeinski
Rejon kriwoszeinski (ros. Кривошеинский район) – jednostka terytorialna w Rosji, w obwodzie tomskim.